# Karibisches Meer
Das Karibische Meer ist ein Nebenmeer des Atlantischen Ozeans. Zusammen mit dem nordwestlich liegenden Golf von Mexiko bildet es das Amerikanische Mittelmeer. An seinem nördlichen und östlichen Rand liegen die Westindischen Inseln. Christoph Kolumbus gelangte erstmals bei seiner zweiten Reise (1493–1496) ins Karibische Meer.
Als Karibik wird die gesamte Region bezeichnet – d. h. das Karibische Meer, die in ihm liegenden Inseln und Inselgruppen und die Küstengebiete. Auch Teile des Golfs von Mexiko werden manchmal als zugehörig betrachtet.

## Geographie
Das Karibische Meer wird im Norden von den Großen Antillen begrenzt. Das westliche Ende von Kuba bildet die Grenze zum Golf von Mexiko, die Yucatánstraße verbindet die beiden Gewässer. Im Westen liegen die Länder Zentralamerikas, im Süden Kolumbien und Venezuela. Im Osten bildet der Bogen der Kleinen Antillen die Grenze zum offenen Atlantik.
Die West-Ost-Ausdehnung von der Küste von Belize bis zu den Windward Islands beträgt knapp 3000 km, die Nord-Süd-Ausdehnung von der kubanischen Westküste bis nach Panama etwa 1500 km. Die Fläche beträgt 2.754.000 km².

## Geologie und Ozeanographie
Der größte Teil des Karibischen Meeres befindet sich auf der Karibischen Platte, nur der Nordwestteil jenseits der Tiefseerinne, liegt auf der Nordamerikanischen Platte.
Im bis zu 7680 m tiefen Kaimangraben zwischen Jamaika und den Kaimaninseln gibt es die weltweit tiefstgelegenen unterseeischen Vulkane. Die Inseln im Karibischen Meer sind überwiegend vulkanischen Ursprungs, einige kleinere Inseln sind Überreste von Korallenriffen.
Aufgrund der chemisch-physikalischen Gegebenheiten erstrecken sich im Karibischen Meer relativ große Gebiete mit Korallenriffen und Seegraswiesen. 14 % der weltweit noch existierenden Korallenriffe finden sich im Karibischen Meer.

## Klima

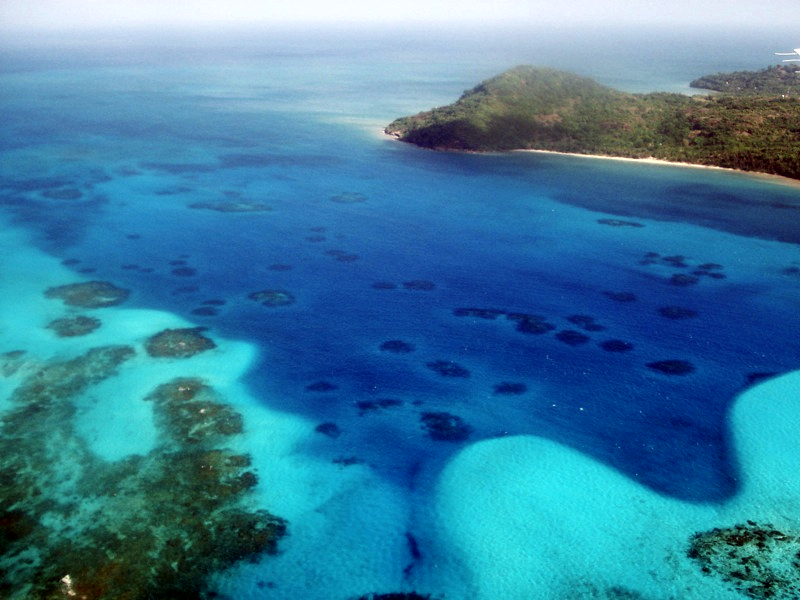
Küste vor der Isla de Providencia, San Andrés und Providencia, Kolumbien

### Temperaturen
Durch die tropische Lage des Karibischen Meeres ist das Wasser je nach Jahreszeit von etwa 20 bis knapp über 30°C warm. Die Tageshöchsttemperaturen erreichen über den größeren Landmassen (z. B. Kuba) über 40 °C; kleinere Inseln werden stärker vom Seewind gekühlt.

### Niederschläge
Trotz geographischer Unterschiede kann man von durchschnittlichen jährlichen Regenmengen von ca. 1500 bis 2000 mm ausgehen. Wirbelstürme bringen binnen weniger Tage oft deutlich mehr Niederschlag.

### Wirbelstürme

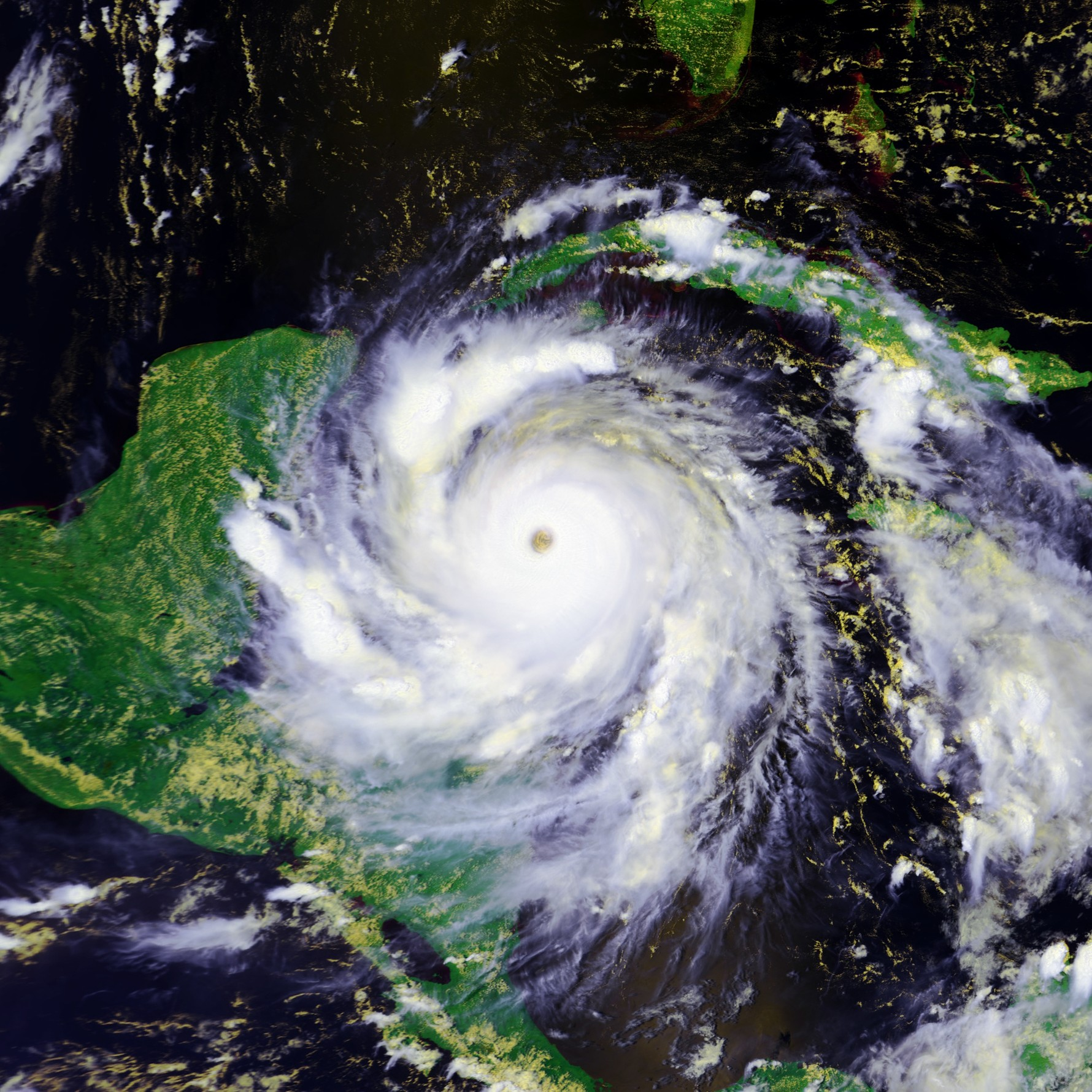
Hurrican Dean (2007)

Das Karibische Meer bildet einen zentralen Bereich für viele Hurrikane innerhalb der westlichen Hemisphäre. Vor der Westküste Afrikas bilden sich (meist ab dem Spätsommer) eine Reihe von Niederdrucksystemen, und die meisten davon entwickeln sich über dem Atlantik zu tropischen Stürmen. Solch ein Sturm kann sich über dem warmen Wasser (mindestens 26,5°C) zu einem tropischen Wirbelsturm mit einer Windgeschwindigkeit von mehr als 118 km/h (64 Knoten) entwickeln, der in der Karibik dann Hurrikan genannt wird. Die karibische Hurrikansaison dauert von Juni bis Dezember, wobei in den Monaten August und September die meisten Stürme auftreten. Im Durchschnitt bilden sich jedes Jahr neun tropische Stürme, von denen fünf die Stärke eines Hurrikan erreichen.
Die jährlichen Hurrikane stellen wegen ihrer extrem zerstörerischen Kraft eine enorme Bedrohung für die Inseln des Karibischen Meeres dar. Korallenriffe können durch heftige Wellentätigkeit beschädigt oder gar zerstört werden, wenn ein Hurrikan Sand oder Schlamm auf das Riff entleert. Wenn dieses geschieht, werden die Organismen erstickt, das Riff stirbt und bricht schließlich auseinander.

## Geschichte

### Piraten
Die Karibische See trat erst mit den spanischen Silberflotten vom ausgehenden 16. bis etwa zur Mitte des 18. Jahrhunderts in das Blickfeld der europäischen Mächte. Vor allem die Jahre zwischen 1690 und 1730 galten als das „Goldene Zeitalter der Piraterie“, in denen Freibeuter wie Henry Morgan († 1688), Blackbeard († 1718) und andere das Meer unsicher machten.

### Kolonialzeit
Das Karibische Meer wurde von den Spaniern lange Zeit als zu ihrem Herrschaftsgebiet gehörig betrachtet. Die anderen größeren europäischen Mächte (England, Frankreich und selbst die Niederlande) versuchten jedoch im 18. und 19. Jahrhundert ihre überseeischen Einflusssphären zu vergrößern. Davon zeugen die (ehemals) unterschiedlichen Herrschaftsverhältnisse in der Karibik, die erst mit der Unabhängigkeit vieler Inseln und Inselgruppen im 20. Jahrhundert teilweise ein Ende fanden.

### Tourismus
Seit der Mitte des 20. Jahrhunderts ist die Karibik bei US-amerikanischen und europäischen Touristen wegen ihres glasklaren Wassers und ihrer schönen Sandstrände beliebt. Die meisten Inseln verfügen über Yachthäfen und – auch für Düsenflugzeuge geeignete – internationale Flughäfen.